# 高-比克尔海姆
高-比克尔海姆是德国莱茵兰-普法尔茨州的一个市镇。总面积7.99平方公里，总人口2039人，其中男性1011人，女性1028人（2011年12月31日），人口密度255人/平方公里。